# Апињано дел Тронто
Апињано дел Тронто (итал. Appignano del Tronto) насеље је у Италији у округу Асколи Пичено, региону Марке.
Према процени из 2011. у насељу је живело 1049 становника. Насеље се налази на надморској висини од 184 м.

## Становништво
Према резултатима пописа становништва 2011. у општини је живело 1.852 становника.
| 1931. | 1936. | 1951. | 1961. | 1971. | 1981. | 1991. | 2001. | 2011. |
| ----- | ----- | ----- | ----- | ----- | ----- | ----- | ----- | ----- |
| 2.824 | 3.034 | 3.192 | 3.052 | 2.100 | 1.953 | 1.962 | 1.977 | 1.852 |